# Kenneth Alan Ribet
Kenneth Alan Ribet, dit Ken Ribet, né le 28 juin 1948, est un mathématicien américain, qui enseigne à l'université de Californie à Berkeley. Il est spécialisé en théorie algébrique des nombres et en géométrie algébrique.

## Travaux
Ses travaux sont notamment utilisés par Andrew Wiles dans sa démonstration du dernier théorème de Fermat. Ribet démontre en effet la conjecture epsilon (en), proposée par Jean-Pierre Serre, et dont il résulte que si la conjecture de Taniyama-Shimura est vraie, alors le dernier théorème de Fermat l'est aussi.
Il donne aussi son nom au théorème de Herbrand-Ribet, également lié au Grand théorème de Fermat.
Après des études à l'université Brown, il obtient un Ph.D. de l'université Harvard en 1973 sous la direction de John Tate. 

## Prix et distinctions
En 1998, il est fait docteur honoris causa de l'université Brown. Il est élu à l'American Academy of Arts and Sciences en 1997 et à la National Academy of Sciences en 2000.
Il a reçu le prix Fermat en 1989 et en 2017 il est lauréat de la médaille Brouwer.

## Source
- (en) Cet article est partiellement ou en totalité issu de l’article de Wikipédia en anglais intitulé « Kenneth Alan Ribet » (voir la liste des auteurs).